# Lecco Calcio 1973-1974
Questa voce raccoglie le informazioni riguardanti il Lecco Calcio nelle competizioni ufficiali della stagione 1973-1974.

## Stagione
Per ottenere un pronto ritorno tra i cadetti il presidente Mario Ceppi chiama a Lecco l'allenatore Sergio Brighenti ex attaccante di Sampdoria e Inter. 
A lui viene dato il compito di rivoluzionare la rosa bluceleste con una decina di nuovi acquisti. 
In campionato la squadra resta stabilmente nelle prime posizioni della classifica, con un'ottima difesa. È la seconda miglior difesa del girone con 21 reti subite, ed un attacco senza un vero e proprio finalizzatore. 
Poco per impensierire una corazzata come l'Alessandria che domina il campionato; ai grigi comunque il Lecco prende 3 punti dei 4 a disposizione e termina il torneo con un discreto quinto posto. 
Nell'esordio nella Coppa Italia Semiprofessionisti il Lecco rimedia una brutta figura, essendo subito eliminato dalla Solbiatese nel girone 4 di qualificazione ai sedicesimi di finale.

## Rosa
| N. |                   | Ruolo | Calciatore             |
| -- | ----------------- | ----- | ---------------------- |
|    | Italia (bandiera) | A     | Paolo Aschettino       |
|    | Italia (bandiera) | C     | Massimo Berta          |
|    | Italia (bandiera) | D     | Gilberto Bonini        |
|    | Italia (bandiera) | C     | Arturo Bosani          |
|    | Italia (bandiera) | D     | Germano Bosisio        |
|    | Italia (bandiera) | P     | Adriano Casiraghi      |
|    | Italia (bandiera) | D     | Gian Carlo Castiglioni |
|    | Italia (bandiera) | A     | Vito Chimenti          |
|    | Italia (bandiera) | C     | Giuseppe Dell’Era      |
|    | Italia (bandiera) | C     | Michele De Nadai       |
|    | Italia (bandiera) | A     | Carlo Foglia           |

| N. |                   | Ruolo | Calciatore          |
| -- | ----------------- | ----- | ------------------- |
|    | Italia (bandiera) | C     | Alberto Gamba       |
|    | Italia (bandiera) | C     | Osvaldo Jaconi      |
|    | Italia (bandiera) | C     | Giorgio Maioli      |
|    | Italia (bandiera) | A     | Angelo Marchi       |
|    | Italia (bandiera) | P     | Giuseppe Meraviglia |
|    | Italia (bandiera) | D     | Gianfranco Motta    |
|    | Italia (bandiera) | D     | Gabriele Ratti      |
|    | Italia (bandiera) | C     | Giovanni Sacchi     |
|    | Italia (bandiera) | D     | Roberto Santi       |
|    | Italia (bandiera) | A     | Maurizio Zandegù    |

## Risultati

### Serie C

#### Girone di andata
| Vigevano 16 settembre 1973 1ª giornata | Vigevano           | 0 – 0 | Lecco | Stadio Dante Merlo\| Arbitro: \| Lanzetti (Viterbo) \| |
| Arbitro:                               | Lanzetti (Viterbo) |       |       |                                                        |

| Arbitro: | Vivarelli (Firenze) |

|                     |           |  |
| Marchi 1’ Jaconi 6’ | Marcatori |  |

| Arbitro: | Crista (Livorno) |

|  |           |           |
|  | Marcatori | 3’ Foglia |

| Arbitro: | Vaccaro (Torino) |

|            |           |             |
| Marchi 64’ | Marcatori | 80’ Panucci |

| Solbiate Arno 14 ottobre 1973 5ª giornata | Solbiatese             | 0 – 0 | Lecco | Stadio Felice Chinetti\| Arbitro: \| Martinelli (Catanzaro) \| |
| Arbitro:                                  | Martinelli (Catanzaro) |       |       |                                                                |

| Arbitro: | Menicucci (Firenze) |

|                                   |           |  |
| De Nadai 6’ Marchi 80’ Foglia 86’ | Marcatori |  |

| Chioggia 28 ottobre 1973 7ª giornata | Clodia Sottomarina | 0 – 0 | Lecco | Stadio Fratelli Ballarin\| Arbitro: \| Marino (Taranto) \| |
| Arbitro:                             | Marino (Taranto)   |       |       |                                                            |

| Arbitro: | Vannucchi (Bologna) |

|                                        |           |             |
| Bosani 18’ (rig.) Marchi 43’ Gamba 63’ | Marcatori | 81’ Bertoli |

| Venezia 11 novembre 1973 9ª giornata | Venezia           | 0 – 0 | Lecco | Stadio Pierluigi Penzo\| Arbitro: \| Barboni (Firenze) \| |
| Arbitro:                             | Barboni (Firenze) |       |       |                                                           |

| Arbitro: | Lanzetti (Viterbo) |

|                          |           |                         |
| Zanolla 20’ Cardillo 55’ | Marcatori | 42’ Foglia 87’ Chimenti |

| Arbitro: | Busalacchi (Palermo) |

|             |           |                        |
| De Nadai 4’ | Marcatori | 26’ Politti 62’ Stevan |

| Arbitro: | Baldoni (Ancona) |

|                    |           |              |
| Giavara 45’ (rig.) | Marcatori | 32’ Chimenti |

| Arbitro: | Ciulli (Roma) |

|            |           |  |
| Jaconi 35’ | Marcatori |  |

| Belluno 16 dicembre 1973 14ª giornata | Belluno         | 0 – 0 | Lecco | Stadio Polisportivo\| Arbitro: \| Schena (Foggia) \| |
| Arbitro:                              | Schena (Foggia) |       |       |                                                      |

| Arbitro: | Lo Bello (Siracusa) |

|                                        |           |  |
| Motta 24’ Sacchi 33’ (rig.) Jaconi 85’ | Marcatori |  |

| Arbitro: | Foschi (Forlì) |

|            |           |  |
| Bosani 30’ | Marcatori |  |

| Arbitro: | Esposito (Torre Annunziata) |

|  |           |              |
|  | Marcatori | 35’ Chimenti |

| Lecco 20 gennaio 1974 18ª giornata | Lecco            | 0 – 0 | Alessandria | Stadio Mario Rigamonti\| Arbitro: \| Falasca (Chieti) \| |
| Arbitro:                           | Falasca (Chieti) |       |             |                                                          |

| Arbitro: | Romanetti (Messina) |

|             |           |           |
| Gittone 83’ | Marcatori | 21’ Gamba |

#### Girone di ritorno
| Arbitro: | Lupi (Genova) |

|                         |           |            |
| Bosani 40’ De Nadai 83’ | Marcatori | 55’ Basili |

| Arbitro: | Grassi (Savona) |

|                    |           |           |
| Scolati 71’ (rig.) | Marcatori | 64’ Motta |

| Arbitro: | Marino (Taranto) |

|           |           |  |
| Gamba 71’ | Marcatori |  |

| Arbitro: | Ciulli (Roma) |

|            |           |  |
| Panucci 7’ | Marcatori |  |

| Arbitro: | Schena (Foggia) |

|  |           |            |
|  | Marcatori | 5’ Tosetto |

| Monza 17 maggio 1974 25ª giornata | Monza                       | 0 – 0 | Lecco | Stadio Gino Alfonso Sada\| Arbitro: \| Esposito (Torre Annunziata) \| |
| Arbitro:                          | Esposito (Torre Annunziata) |       |       |                                                                       |

| Arbitro: | Benedetti (Roma) |

|                               |           |  |
| Chimenti 29’ (rig.) Gamba 63’ | Marcatori |  |

| Arbitro: | Lapi (Firenze) |

|             |           |  |
| D'Alessi 9’ | Marcatori |  |

| Lecco 7 aprile 1974 28ª giornata | Lecco          | 0 – 0 | Venezia | Stadio Mario Rigamonti\| Arbitro: \| Pieri (Genova) \| |
| Arbitro:                         | Pieri (Genova) |       |         |                                                        |

| Arbitro: | Vivarelli (Firenze) |

|  |           |             |
|  | Marcatori | 64’ Turella |

| Arbitro: | Chiapponi (Livorno) |

|                   |           |  |
| Bonora 17’ (rig.) | Marcatori |  |

| Arbitro: | Bitocchi (Roma) |

|                  |           |  |
| Bucci 16’ (aut.) | Marcatori |  |

| Vercelli 5 maggio 1974 32ª giornata | Pro Vercelli      | 0 – 0 | Lecco | Stadio Leonida Robbiano\| Arbitro: \| Laurenti (Padova) \| |
| Arbitro:                            | Laurenti (Padova) |       |       |                                                            |

| Arbitro: | Baciucchi (Roma) |

|            |           |               |
| Jaconi 35’ | Marcatori | 88’ Inferrera |

| Arbitro: | Grillenzoni (Finale Emilia) |

|  |           |                         |
|  | Marcatori | 45’ Chimenti 73’ Foglia |

| Arbitro: | Lo Bello (Siracusa) |

|                            |           |                      |
| Canzi 28’, 66’ Vanazzi 84’ | Marcatori | 13’ Motta 31’ Jaconi |

| Arbitro: | Migliore (Salerno) |

|  |           |             |
|  | Marcatori | 10’ Scocchi |

| Arbitro: | Scolari (Verona) |

|                    |           |                       |
| Manueli 24’ (rig.) | Marcatori | 16’ Foglia 51’ Sacchi |

| Arbitro: | Mattei (Macerata) |

|                                            |           |  |
| Bosani 65’ (rig.) Dell'Era 67’ Zandegù 86’ | Marcatori |  |

### Coppa Italia Semiprofessionisti

#### Fase eliminatoria a gironi
| Solbiate Arno 26 agosto 1973 1ª giornata | Solbiatese    | 0 – 0 | Lecco | Stadio Felice Chinetti\| Arbitro: \| Lops (Torino) \| |
| Arbitro:                                 | Lops (Torino) |       |       |                                                       |

| Varese 29 agosto 1973 2ª giornata | Ignis Varese               | 0 – 0 | Lecco | Stadio Franco Ossola\| Arbitro: \| Iseppi (San Donà di Piave) \| |
| Arbitro:                          | Iseppi (San Donà di Piave) |       |       |                                                                  |

| Arbitro: | Testuzza (Genova) |

|             |           |             |
| Zandegù 49’ | Marcatori | 24’ Volpati |

| Lecco 9 settembre 1973 5ª giornata | Lecco          | 0 – 0 | Ignis Varese | Stadio Mario Rigamonti\| Arbitro: \| Foschi (Forlì) \| |
| Arbitro:                           | Foschi (Forlì) |       |              |                                                        |

## Statistiche
Statistiche aggiornate al 16 giugno 1974.

### Statistiche di squadra
| Competizione                   | Punti | In casa | In casa | In casa | In casa | In casa | In casa | In trasferta | In trasferta | In trasferta | In trasferta | In trasferta | In trasferta | Totale | Totale | Totale | Totale | Totale | Totale | DR  |
| Competizione                   | Punti | G       | V       | N       | P       | Gf      | Gs      | G            | V            | N            | P            | Gf           | Gs           | G      | V      | N      | P      | Gf     | Gs     | DR  |
| ------------------------------ | ----- | ------- | ------- | ------- | ------- | ------- | ------- | ------------ | ------------ | ------------ | ------------ | ------------ | ------------ | ------ | ------ | ------ | ------ | ------ | ------ | --- |
| Serie C, girone A              | 45    | 19      | 11      | 4       | 4       | 25      | 9       | 19           | 4            | 11           | 4            | 13           | 12           | 38     | 15     | 15     | 8      | 38     | 21     | +17 |
| Coppa Italia Semipro, girone 4 | 4     | 2       | 0       | 2       | 0       | 1       | 1       | 2            | 0            | 2            | 0            | 0            | 0            | 4      | 0      | 4      | 0      | 1      | 1      | 0   |
| Totale                         | 49    | 21      | 11      | 6       | 4       | 26      | 10      | 21           | 4            | 13           | 4            | 13           | 12           | 42     | 15     | 19     | 8      | 39     | 22     | +17 |